# Resolució 808 del Consell de Seguretat de les Nacions Unides
La Resolució 808 del Consell de Seguretat de les Nacions Unides fou adoptada per unanimitat el 22 de febrer de 1993. després de reafirmar la resolució 713 (1991) i les resolucions subseqüents sobre la situació a Iugoslàvia, incloses les resolucions 764 (1992), 771 (1992) i 780 (1992), el Consell, després de declarar la seva determinació de posar una fi als crims com la neteja ètnica i altres violacions a la llei humanitària internacional, va decidir que un tribunal internacional hauria de ser establert per a la prossecució de persones responsables de serioses violacions a la llei humanitària internacional comeses a Iugoslàvia des de 1991. Aquest va arribar a ser conegut després com el Tribunal Penal Internacional per a l'antiga Iugoslàvia.
La resolució després va demanar al Secretari General Boutros Boutros-Ghali de lliurar, no més tard de 60 dies després de l'adopció de la resolució actual, un informe sobre propostes específiques i opcions relacionades a la implementació de la decisió a establir en el tribunal, incloent si té una base legal. Al mateix temps, les recomanacions dels Estats membres serien considerades, i després de l'adopció de la resolució 808, propostes van ser presentades per França, Itàlia i Suècia, entre d'altres. El tribunal seria establert completament en la resolució 827 (1993).